# Вулиця Січеславський шлях
Вулиця Січеславський шлях — вулиця Кам'янського, частина автомагістралі Н08, одна з основних транспортних магістралей міста.
Пролягає від межі міста до вулиці Дорожньої.

## Назва
Назва вулиці походить від назви міста Дніпра Січеслав у 1918 р., до якого веде дорога з Кам'янського.
До 2016 року вулиця мала назву Дніпропетровська.